# Augstbordpass
Augstbordpass är ett bergspass i Schweiz.   Det ligger i distriktet Leuk och kantonen Valais, i den södra delen av landet mellan Schwarzhorn och Steitalhorn. Augstbordpass ligger 2 890 meter över havet.
Terrängen runt Augstbordpass är huvudsakligen bergig.
I omgivningarna runt Augstbordpass förekommer i huvudsak kala bergstoppar och gräsmarker.